# Maybe They Will Sing for Us Tomorrow
Maybe They Will Sing for Us Tomorrow (с англ. — «Быть может, завтра они споют для нас») — третий альбом американской пост-рок/эмбиент-группы Hammock, выпущенный 5 мая 2008 года на лейбле Darla Records.

## История
В августе 2007 года Hammock была приглашена отыграть свой первый концерт. Поскольку воспроизвести вживую сложное звучание группы было непосильной задачей, участники Hammock решили обратиться к минимализму и обнаружили, что для воссоздания духа группы достаточно гитар и гитарных педалей. Позже они использовали получившийся материал при создании альбома Maybe They Will Sing for Us Tomorrow. В альбоме практически отсутствуют вокал и ритм-секция, но присутствуют виолончельные партии, записанные участником Sixpence None the Richer Мэттом Слокумом. Композиция «Gold Star Mothers» содержит вокальные партии, записанные Кристин Гласс Бирд, однако они сливаются с музыкой и слабо различимы.
Самый динамичный трек альбома, «Mono No Aware», был назван в честь японского фразеологизма «моно-но аварэ», буквально означающего «печальное очарование вещей». На эту песню режиссёром Дэвидом Альтобелли (англ. David Altobelli) был снят музыкальный клип.

## Список композиций
| №   | Название                                      | Длительность |
| --- | --------------------------------------------- | ------------ |
| 1.  | «Gold Star Mothers»                           | 7:39         |
| 2.  | «City in the Dust on My Window»               | 7:09         |
| 3.  | «This Kind of Life Keeps Breaking Your Heart» | 5:43         |
| 4.  | «Mono No Aware»                               | 6:39         |
| 5.  | «Three Sisters»                               | 4:22         |
| 6.  | «Maybe They Will Sing for Us Tomorrow»        | 5:40         |
| 7.  | «Elm»                                         | 5:24         |
| 8.  | «Razorback Drug Town»                         | 3:48         |
| 9.  | «Eighty-Four Thousand Hymns»                  | 5:40         |
| 10. | «We Will Say Goodbye to Everyone»             | 7:43         |
| 11. | «All of Your Children Are Addicts»            | 1:23         |

## Приглашённые участники записи
- Мэтт Слокум — виолончель
- Джим Демейн — мастеринг
- Дерри Догерти — микс
- Кристин Гласс Бирд — вокал («Gold Star Mothers»)

В оформлении альбома использованы фотографии, сделанные фотографом Томасом Петилло (англ. Thomas Petillo). Макет и дизайн — Эндрю Томпсон и Riceboy Sleeps.

## Критика
| Оценки критиков  | Оценки критиков |
| Источник         | Оценка          |
| ---------------- | --------------- |
| Allmusic         | [ 1 ]           |
| Pitchfork        | 7,2/10          |
| PopMatters       | [ 3 ]           |
| Drowned in Sound | 7/10            |

Джеймс Мейсон в рецензии для AllMusic заявил: «Maybe They Will Sing for Us Tomorrow — это Hammock, сокращённый до своей минимальной сущности, до тихой ошеломляющей красоты». Джо Тангари из Pitchfork Media сравнил прослушивание альбома с прислушиванием к собственному дыханию, порекомендовав его всем любителям атмосферной музыки. Джо Такопино из PopMatters посчитал единственным недостатком альбома тот факт, что в нём не за что зацепиться, и отметил, что немногие люди способны прослушать такой альбом целиком. Рецензент Drowned in Sound Майк Дайвер посчитал некоторые композиции затянутыми, но похвалил альбом целиком: «найдите час на сосредоточенное прослушивание — и вы услышите, как на самом деле звучит тихо плачущая гитара».
Американский вебзин Somewhere Cold поставил Maybe They Will Sing for Us Tomorrow на второе место в списке своих любимых альбомов 2008 года.